# Эрнандес, Мигель
Миге́ль Эрна́ндес Хилабе́рт (исп. Miguel Hernández Gilabert; 30 октября 1910[…], Ориуэла — 28 марта 1942[…], Аликанте) — испанский поэт и драматург.

## Биография
Родился в семье пастуха, в юности сам пас скот, систематического образования не получил. Учился по книгам, прежде всего — испанских поэтов золотого века (в особенности Гонгоры), которые брал сначала у благоволившего ему местного каноника, затем в публичной библиотеке. Входил в кружок литературной молодежи Ориуэлы, дебютировал в местном еженедельнике в 1929 году.
Приехав в Мадрид в 1934 году, познакомился с Висенте Алейксандре, Федерико Гарсиа Лоркой, Пабло Нерудой, Марухой Мальо, которая позднее будет иллюстрировать его книгу «Неугасимый луч». Член Коммунистической партии Испании, участвовал в Гражданской войне на стороне республиканцев, писал стихотворные листовки. Принимал участие во Втором международном конгрессе писателей против фашизма в Мадриде и Валенсии (1937). В том же году посетил СССР. В 1937 году женился на Хосефине Манресе, девушке из родных мест, которую знал с детства. В 1938 году умер его новорожденный сын. В 1939 году рождается второй.
В апреле 1939 года Мигель Эрнандес пытался эмигрировать в Португалию, был задержан салазаровской полицией и передан жандармам Франко. Находился в тюрьмах Мадрида, Севильи, Толедо. В марте 1940 года был приговорен к смерти, под давлением общественности казнь заменили 30-летним заключением. Через два года умер в тюрьме от туберкулёза.

## Творчество
Хотя по хронологии Эрнандес должен был бы принадлежать к так называемому «поколению 1936 года», его творчество обычно рассматривают в рамках Поколения 1927 года, с представителями которого он был творчески и дружески связан.
Многие стихотворения Эрнандеса положены на музыку. 50-летие со дня смерти поэта (1992) было отмечено в Испании выходом двухтомного собрания его сочинений и писем. Университет в Эльче носит его имя (1997).

## Книги стихов
- Perito en lunas / Знаток луны (Мурсия, 1933)
- El rayo que no cesa / Неугасимый луч (1936)
- Viento del pueblo / Ветер народа (1937)
- El hombre acecha / Человек на страже (1939, тираж уничтожен франкистами, сохранились два экземпляра)
- Cancionero y romancero de ausencias (1938—1941) / Кансьонеро и романсеро разлук (1938—1941) (опубл. в 1958 году в Буэнос-Айресе)

Помимо стихов опубликовал также несколько драм в стихах и прозе, в том числе — для агитационного театра.

## Новейшие сводные издания
- Obra completa. I—II/ Agustín Sánchez Vidal, José Carlos Rovira, Carmen Alemany Bay (eds.). Madrid: Espasa Calpe, 1992

## Публикации на русском языке
- Стихи. М.: Художественная литература, 1970
- Испанские поэты XX века. М.: Художественная литература, 1977, с.585-662.
- Игра со смертью. Коррида в испанской прозе, драматургии, поэзии. СПб., 2009. С. 263—268.

Среди переводчиков Эрнандеса на русский язык — Овадий Савич, Давид Самойлов, Юнна Мориц, Анатолий Якобсон, Анатолий Гелескул, Павел Грушко, Сергей Гончаренко, Борис Дубин, Виктор Андреев и др.